# Karl Elsener
Karl Elsener (født 13. august 1934 – 27. juli 2010) var en schweizisk fodboldspiller, der som målmand på Schweiz' landshold deltog ved både VM i 1962 i Chile og VM i 1966 i England. I alt spillede han 34 landskampe.
Elsener spillede på klubplan for FC Aarau, Grasshoppers og FC Lausanne-Sport i hjemlandet.